# Capparis nilgiriensis
Capparis nilgiriensis är en kaprisväxtart som beskrevs av G.V. Subba Rao, G.R. Kumari och V. Chandrasekaran. Capparis nilgiriensis ingår i släktet Capparis och familjen kaprisväxter. Inga underarter finns listade i Catalogue of Life.